# بی‌تی‌جی
بی‌تی‌جی (انگلیسی: BTG) شرکت مراقبت سلامت بریتانیایی است، که در سال ۱۹۹۱ تأسیس شد.